# Byšta
Byšta (maďarsky Biste) je obec na Slovensku v okrese Trebišov. Obec leží v jižním výběžku Slanských vrchů, na stejnojmenném potoku. Součástí obce je rekreační osada Byšta-lázně.

## Symboly obce
Podle heraldického rejstříku má obec následující symboly, které byly přijaty 31. ledna 2007. Na znaku je motiv ovčáctví, věrně se přidržující pečeti z roku 1840.

### Znak
V modrém štítě z pravého okraje štítu vyrůstající zelený vrch, vlevo se snižující do pažitu, na ní vpravootočený, stříbřeoděný pastýř ve zlatém klobouku a zlatých botách, v pravici se zlatou pastýřskou berlou, vpravo od něj stříbrná ovečka, na vrchu druhá, obrácená ovečka, uprostřed hlavy štítu tři zlaté hvězdičky (2,1) a stříbrný půlměsíc s tváří.

### Vlajka
Vlajka má podobu osmi podélných pruhů žlutého, bílého, žlutého, bílého, modrého, zeleného, modrého, zeleného. Vlajka má poměr stran 2:3 a ukončena je třemi cípy, tj. dvěma zástřihy, sahajícími do třetiny jejího listu.